# Christopher Tärnström
Christopher Tärnström (Funbo, província de Uplândia, 1703 — Poulo Condor, Vietname, 4 de dezembro de 1746) foi um naturalista e pastor luterano sueco.